# Eoptychoptera elevata
Eoptychoptera elevata is een uitgestorven muggensoort uit de familie van de glansmuggen (Ptychopteridae). De wetenschappelijke naam van de soort werd voor het eerst geldig gepubliceerd in 2000 door Lukashevich.